# Gambie aux Jeux olympiques d'été de 2004
Le Gambie a envoyé 2 athlètes aux Jeux olympiques d'été de 2004 à Athènes en Grèce.

## Résultats

### Athlétisme
100 mètres hommes :
- Jaysuma Saidy Ndure : 1er tour : 10 s 26 (RN) (qualifié), Quarts de finale : 10 s 39 (éliminé)

200 mètres hommes :
- Jaysuma Saidy Ndure : 1er tour : 20 s 78 (qualifié), Quarts de finale : 20 s 73 (éliminé)

800 mètres femmes :
- Adama Njie : 1er tour : 2 min 10 s 02 (éliminée)